# Кріс Гірата
Крістофер Майкл Гірата (нар. 30 листопада 1982, Іпсіланті, Мічиган) - американський космолог та астрофізик.
Гіраті, що вважавася вундеркіндом, було 13 років, коли він виграв золоту медаль у 1996 році на Міжнародній олімпіаді з фізики. Він вивчав фізику в Калтесі у віці з 14 до 18 років, здобувши ступінь бакалавра в 2001 році.  У віці 16 років він займався дослідженнями для НАСА щодо колонізації Марса і здобув ступінь доктора філософії під керівництвом Уроша Селяка в 2005 році у Принстонському університеті (дисертація: "Слабка гравітаційна теорія лінз і аналіз даних").  З 2005 по 2007 рік був запрошеним науковим співробітником Інституту перспективних досліджень. З 2006 по 2012 рр. був доцентом, а потім професором у Калтесі перед тим, як перейти до Університету штату Огайо наступного навчального року. В даний час він є професором Центру космології та фізики астрочастинок OSU (CCAPP).

## Дослідження
Дослідження Гірати стосуються реліктового випромінювання, темної енергії та прискореного розширення Всесвіту, скупчень галактик, видимого Всесвіту й гравітаційних лінз як інструмента космології. Гірата працює як в теорії, так і в аналізі даних спостережень, в проектуванні телескопів (зокрема, наступного покоління космічних телескопів NASA). Основними напрямками досліджень є космологія та дослідження темної енергії.
Гірата вважається провідним представником точної космології, що поєднує міждисциплінарні комп'ютерні дослідження, теоретичні дослідження та спостережну астрономію, включаючи розробку приладів.
У 2010 році з Дмитром Целяховичем він вказав на безпрецедентний ефект у космологічній теорії збурень для розрахунку формування перших структур у Всесвіті.
Він розпочав з іншими програму спостереження, що аналізує інформацію з астрономічних даних спостережень для висновків з фундаментальних питань фізики частинок, і пропонує нові програми спостереження. Основне питання полягає в тому, чи прискорення Всесвіту вказує на темну енергію (утримання загальної теорії відносності, але з додатковим динамічним скалярним полем), чи на модифікацію загальної теорії відносності.

## Нагороди
- 2018 - «Премія за прорив» (Премія з нових горизонтів фізики)[6]